# Chiesa di San Sebastiano (Istia d'Ombrone)
La chiesa di San Sebastiano è un edificio religioso situato a Istia d'Ombrone, nel comune di Grosseto.

## Storia
La chiesa, inizialmente intitolata a santo Stefano, fu costruita in epoca medievale, quasi certamente nel corso del XII secolo, fuori dalle mura di Istia d'Ombrone, proprio di fronte alla Porta Grossetana. La sua esistenza è attestata nelle Rationes Decimarum del tardo XIII secolo e degli inizi del XIV secolo.
Nelle epoche successive, l'edificio religioso ha subito vari interventi di ristrutturazione che hanno modificato profondamente gli originari elementi stilistici romanici. Una serie di restauri furono effettuati tra il XVI e il XVII secolo, epoca in cui la chiesa fu dedicata a san Sebastiano.
Nei secoli successivi, l'edificio religioso ha conosciuto vari periodi di declino, l'ultimo dei quali protrattosi fino al tardo XIX secolo, quando hanno avuto inizio i primi lavori di restauro. Dal 1882 fu la chiesa di riferimento per la locale Confraternita della Misericordia, che poi cessò le sue attività all'inizio del XX secolo. Fino al 1970 rimase punto di riferimento per le suore della vicina scuola materna, quando poi iniziò a divenire pericolante e venne chiusa nel 1988. Nel 2012 l'edificio ha subito un completo lavoro di restauro e la chiesa è stata nuovamente inaugurata il 7 settembre 2013.

## Descrizione
La chiesa di San Sebastiano a Istia d'Ombrone presenta una semplice facciata intonacata con portale architravato, sul quale poggia un arco a tutto sesto. Al di sopra, si apre un caratteristico rosone a raggiera.
La facciata culmina alla sommità con due pinnacoli laterali, mentre nella parte posteriore della chiesa si eleva un piccolo campanile a vela.
L'interno si presenta a navata unica.